# Maurice Couette
Pour les articles homonymes, voir Couette.
Maurice Couette, né le 9 janvier 1858 à Tours et mort le 18 août 1943 à Angers, est un physicien français dont les travaux portèrent principalement sur la mécanique des fluides et particulièrement sur la rhéologie. Il prépare sa thèse pour le doctorat ès sciences sur le frottement dans les liquides au laboratoire de recherches physiques de la faculté des sciences de Paris. Son nom est principalement associé à l'écoulement de Couette. On lui doit également un viscosimètre à cylindres concentriques qui porte son nom.
Catholique convaincu, sa carrière s'est déroulée entièrement dans l'enseignement dit « libre », et il a collaboré de longues années au mensuel La Science catholique.

## Biographie
Né en janvier 1858 à Tours, Maurice Marie Alfred Couette est le fils unique d’Alfred Ernest Couette, négociant textile, et de Marie Adélaïde Françoise Leduc.
Il étudie successivement à Tours, Angers et Poitiers les mathématiques et la physique, avant de rejoindre l'armée en 1880 pour effectuer son service militaire dans l’artillerie. Couette s’installe ensuite à Paris : il prépare l’agrégation et enseigne la physique au collège Stanislas, à l’école Albert-le-Grand d’Arcueil ou encore à l’école Sainte-Geneviève.
À partir de 1887, il rejoint le laboratoire de recherche en physique de la Sorbonne, où il est l'élève de Gabriel Lippmann et de Joseph Boussinesq ; il soutient en 1890 sa thèse de doctorat en physique.
Il quitte ensuite Paris pour Angers, où il enseigne pendant 43 ans les différentes disciplines des sciences physiques à l’Université catholique de l'Ouest. Du côté de la recherche, il publie dans La Science Catholique et supervise notamment la thèse de Fernand Charron. 
Couette prend sa retraite de l’enseignement en 1933 et meurt en 1943 à Angers.

## Vie personnelle
Il épouse le 3 août 1886 Jeanne Lucile Anna Jenny, orpheline de guerre et ancienne pensionnaire de la Maison d'éducation de la Légion d'honneur. Le couple a huit enfants dont un meurt avant ses vingt ans.

## Postérité
Le Groupe français de rhéologie décerne tous les ans un prix distinguant une personnalité de la recherche dans ce domaine ; depuis 2005, ce prix est dénommé « prix Maurice Couette ».

## Distinctions
- Chevalier de l'ordre de Saint-Grégoire-le-Grand en 1925[1]
- Membre de la Société française de physique à partir de 1888[1]